# 白竜丸 (3代)
白竜丸（はくりゅうまる）は、水産庁が保有する漁業取締船。本項目では、2014年に建造された3代目を取り扱う。

## 概要
老朽化した2代目白竜丸の代船として三菱重工業下関造船所で建造され、2014年10月31日に竣工した。船名の字は当時の農林水産大臣であった林芳正の揮毫による。

## 設計
本船は日本周辺水域および公海で違法な操業および漁具の設置を行う外国漁船などの指導・取締を行うことを任務としており、広域での漁業取締りを行うための航続距離、荒天対応能力を有し、最新鋭の取締装備が導入された。高い耐航性能を得るため船型は長船首楼型を採用、船橋などは構造が強化されている。また、減揺装置としてアンチローリングタンクを備える。航海船橋甲板には取締活動を指揮する統合管制室が設置されており、遠隔監視装置、電光掲示板、長距離音響発生装置などを装備、取締艇および救助艇を搭載する。